# Olidiana peniculata
Olidiana peniculata är en insektsart som beskrevs av Nielson 1982. Olidiana peniculata ingår i släktet Olidiana och familjen dvärgstritar. Inga underarter finns listade i Catalogue of Life.